# CS Dacia Mioveni 2012 (handbal feminin)
CS Dacia Mioveni 2012 este o echipă de handbal feminin din Mioveni, România, secție a clubului polisportiv CS Dacia Mioveni 2012, persoană juridică de drept privat, nonprofit, fără scop lucrativ înființat în 2012. Echipa a evoluat în Divizia A până în 2020, când a promovat în Liga Națională. Sediul clubului se află pe Bulevardul Dacia nr.3 din Mioveni iar culorile oficiale ale clubului sunt alb-albastru.
La finalul sezonului 2023-2024 Dacia Mioveni a retrogradat în Divizia A. Pe parcursul acestui an competițional nu și-a mai achitat datoriiile și a acumulat restanțe la plata salariilor către antrenori și jucătoare, situație care s-a agravat după arestarea primarului orașului pe 5 octombrie 2023. După ce Comisia Centrală de Disciplină a Federației Române de Handbal a sancționat pecuniar în mai multe rânduri clubul, pe 12 martie 2024 a decis depunctarea echipei cu „1 (un) punct conform art. 8.12 coroborat cu art. 8.13 din Regulamentul privind statutul și transferul jucătorului de handbal, aplicabil pentru sezonul competițional 2023-2024”. Pe 19 martie 2024, în urma unor noi sesizări Comisia Centrală de Disciplină a Federației Române de Handbal a decis „sancționarea clubului CS DACIA MIOVENI 2012 cu ridicarea dreptului de transfer, legitimare și drept de joc, pentru o perioadă de 2 ani, începând cu data de 20.03.2024. Concomitent, se scade un punct la fiecare 10 zile din cele obținute de echipa participantă în cel mai înalt nivel competițional, până la executarea integrală a hotărârii [...]”. Astfel, la terminarea campionatului pe 18 mai 2024 echipa a retrogradat fiind penalizată cu 23 de puncte. În timpul ședinței Consiliului de Administrație al Federației Române de Handbal din 11 aprilie 2024, membrii Consiliului de Administrație au fost anunțati că, începând cu data de 19 martie 2024, Dacia Mioveni se află în insolvență.

## Sezoane recente
| Sezon   | Competiție națională | Loc | Cupa României | Supercupa României | Competiție europeană | Competiție europeană |
| ------- | -------------------- | --- | ------------- | ------------------ | -------------------- | -------------------- |
| 2016-17 | DA                   | 9   |               |                    |                      |                      |
| 2017-18 | DA                   | 3   |               |                    |                      |                      |
| 2018-19 | DA                   | 3   |               |                    |                      |                      |
| 2019-20 | DA                   | 1 ✳ |               |                    |                      |                      |
| 2020-21 | LN                   | 12  |               |                    |                      |                      |
| 2021-22 | LN                   | 12  |               |                    |                      |                      |
| 2022-23 | LN                   | 12  |               |                    |                      |                      |
| 2023-24 | LN                   | 14  |               |                    |                      |                      |

✳ Sezonul 2019-2020 al Diviziei A s-a încheiat, din cauza pandemiei de coronaviroză cauzată de noul coronavirus 2019-nCoV (SARS-CoV-2), fără a se mai disputa ultimele etape, cu rămânerea în vigoare a clasamentului valabil la data de 11 martie 2020, când s-a desfășurat ultimul meci, aplicându-se criteriile de departajare finală, iar promovarea în Liga Națională ar fi urmat să se facă în urma disputării unui turneu final, la care participau 8 echipe cel mai bine clasate în seriile Diviziei A. După ce mai multe echipe au renunțat la participarea la turneul final de promovare, în cursă au rămas doar patru echipe care concurau pentru patru locuri de promovare, făcând inutilă organizarea unui turneu. Pentru a decide locul de promovare ocupat de cele patru echipe, FRH a ales tragerea la sorți, care a avut loc pe 21 septembrie 2020.

## Lotul de jucătoare 2023/24
Conform presei:
| - 21 Mădălina Ion - 77 Amandine Balzinc Extreme Extreme stânga - 57 Mădălina Pal Ceandani - 71 Bianca Sărățeanu Extreme dreapta - 02 Ana Kojić - 03 Geanina Nițu - 07 Evghenia Levcenko Pivoți - 18 Marija Kaludjerović - 22 Andrijana Tatar - 28 Roxana Cîrjan | Centru - 05 Judith Vizuete - 10 Dora Krsnik - 25 Iulia Borcan Intermediari Intermediari stânga - 09 Armina Isić - 96 Elena Rachina Intermediari dreapta - 30 Ivana Dežić |

## Banca tehnică și conducerea administrativă
Conform paginii oficiale a clubului și a presei:
| Nume               | Ocupație         |
| ------------------ | ---------------- |
| Toma Duței         | Președinte       |
| Constantin Ciobanu | Director sportiv |
| Ion Mihăilă        | Director tehnic  |
| Alin Oprescu       | Antrenor         |
| Alexandru Acsinte  | Preparator fizic |
| Dana Florescu      | Maseur           |
| Ștefan Dumitrescu  | Kinetoterapeut   |

## Marcatoare în competițiile naționale

### Cele mai bune marcatoare în Liga Națională
| Sezon               | Nume | Goluri |
| ------------------- | ---- | ------ |
|                     |      |        |
| 2020-21             |      |        |
| Roxana Cîrjan       | 95   |        |
|                     |      |        |
| 2021-22             |      |        |
| Alexandra Georgescu | 88   |        |

### Cele mai bune marcatoare în Cupa României
| Ediție               | Nume | Goluri |
| -------------------- | ---- | ------ |
|                      |      |        |
| 2018-19              |      |        |
| Ana Maria Văcariu    | 5    |        |
|                      |      |        |
| 2019-20              |      |        |
| Diana Constantinescu | 16   |        |
|                      |      |        |
| 2020-21              |      |        |
| Sylwia Lisewska      | 7    |        |
|                      |      |        |
| 2021-22              |      |        |
| Alexandra Georgescu  | 15   |        |
|                      |      |        |
| 2022-23              |      |        |
| Marina Ilie          | 12   |        |
| Ștefania Lazăr       | 12   |        |
|                      |      |        |
| 2023-24              |      |        |
| Ivana Dežić          | 8    |        |

## Jucătoare notabile
- Cristina Boian
- Cynthia Tomescu
- Sylwia Lisewska
- Claudia Constantinescu
- Laura Popa
- Ana Maria Simion
- Ana Maria Mîrcă
- Alexandra Georgescu
- Iulia Andriciuk
- Alina Ilie
- Alina Czeczi
- Carmen Stoleru

## Antrenori notabili
- Gheorghe Covaciu
- Goran Kurteš
- Robert Licu
- Victorina Bora